# فيلهيلم واينبرغ
فيلهيلم واينبرغ (بالألمانية: Wilhelm Weinberg) هو طبيب نساء وتوليد ألماني وإحصائي وباحث في علم الوراثة والأنساب من مواليد 25 ديسمبر 1862 في شتوتغارت. اشتهر بمساهمته في تطوير مبدأ هاردي-واينبيرغ، الذي سمي على اسمه مناصفة مع البريطاني غودفري هارولد هاردي. في مجال الإحصاء، وينبرغ كان أول من يشرح تأثير التحيز على الملاحظات في علم الوراثة.

## السيرة الذاتية
ولد فيلهلم وينبرغ لوالدين ذوي جذور يهودية بحلول 25 ديسمبر من سنة 1862 في شتوتغارت جنوبي ألمانيا. بعد إستكماله لدراساته الأولية، انتقل وينبرغ لدراسة الطب في كل من توبنغن وبرلين وميونيخ إلى غاية حصوله أخيرا على درجة دكتور في الطب بحلول سنة 1886. عاد بعدها إلى مسقط رأسه شتوتجارت في سنة 1889، حيث مارس في عيادته الخاصة مهنة طبيب نساء وتوليد إلى غاية تقاعده. خلال وقت فراغه، كتب وينبرغ عددا من المقالات العلمية (حوالي 200 منها، تراوحت بين مقالات ومراجعات علمية). بحلول 1931، قبل وفاته ببضع سنوات، انتقل إلى توبنغن لأسباب مالية، حيث توفي في سنة1937. قبل ذلك، كان وينبرغ قد قضى معظم حياته الأكاديمية في دراسة علم الوراثة مع التركيز بشكل خاص على تطبيق قوانين الوراثة على التجمعات السكانية.
من بين أهم تلك المساهمات الإضافية التي قدمها وينبرغ لمجال علم الوراثة الإحصائي، كانت مساهمته في التقدير الأول لمعدل التوأمة. عندما أدرك أن التوائم المتماثلة يجب أن تكون من نفس الجنس، في حين أن التوائم ثنائية الزيجوت يمكن أن تكون مختلفة أو من نفس الجنس، استمد واينبرغ الصيغة المناسبة لتقدير تواتر التوائم الأحادي والثنائية الزيجوت انطلاقا من نسبة التوائم من نفس الجنس ومختلفة الجنس من أصل المجموع الكلي للأمهات.

## مبدأ هاردي-واينبرغ
طور وينبرغ مبدأ التوازن الجيني بشكل مستقل عن عالم الرياضيات البريطاني غودفري هارولد هاردي. حيث ألقى عرضا لأفكاره في محاضرة بحلول 13 يناير 1908، أمام جمعية التاريخ الطبيعي للوطن في فورتمبيرغ (بالألمانية: Verein für vaterländische Naturkunde in Württemberg)، قبل ستة أشهر من نشر وثيقة هاردي باللغة الإنجليزية. نشرت محاضرته في وقت لاحق من ذلك العام في الكتاب السنوي للجمعية. لكنها في البداية بقيت دون أن يلاحظها أحد خارج العالم الناطق باللغة الألمانية.
ظلت مساهمات واينبرغ غير معترف بها في العالم الناطق بالإنجليزية لأكثر من 35 عاما. أشار كورت ستيرن، وهو عالم ألماني هاجر إلى الولايات المتحدة قبل الحرب العالمية الثانية، في مقال قصير له بمجلة «ساينس» أن العرض التفصيلي لواينبرغ كان شاملا وفي وقت سابق من ذلك الذي قدمه هاردي. قبل حلول سنة 1943، عرف مفهوم التوازن الوراثي الذي يدعى اليوم باسم «مبدأ هاردي-واينبرغ» في النصوص الإنجليزية باسم «قانون هاردي» أو «صيغة هاردي».
في شأن ذي صلة، كتب جيمس فرانكلين كرو في إحدى منشوراته متسائلا: «لماذا كانت ورقة وينبرغ، التي نشرت في نفس السنة مثل هاردي، مهملة لمدة 35 عامًا؟» السبب ربما هو لأنه كتبها باللغة الألمانية. في ذلك الوقت، ووفقا لكرو دائما كان الناطقون باللغة الإنجليزية يهيمنون إلى حد كبير على علم الوراثة، لذلك لطالما تم تصنيف الأعمال المماثلة في لغات أخرى على الهامش، وتم تجاهلها في كثير من الأحيان.

## روابط خارجية
- فيلهيلم واينبرغ على موقع الموسوعة البريطانية (الإنجليزية)